# Fuchsiana
Fuchsiana is een geslacht van weekdieren uit de  familie van de Clausiliidae.

## Soorten
De volgende soorten zijn bij het geslacht ingedeeld:
- Fuchsiana fuchsiana (Heude, 1885)
  - = Clausilia fuchsiana Heude, 1885
- Fuchsiana paradoxa (Gredler, 1883)